# Proradema furcatella
Proradema furcatella là một loài Trichoptera trong họ Apataniidae. Chúng phân bố ở miền Cổ bắc.